# Університет Чатрапаті Шахуджі Магараджі
Університет Чатрапаті Шахуджі Магараджі (CSJMU), (раніше Канпурський університет) — публічний державний вищий навчальний заклад, розташований у місті Канпур, що в індійському штаті Уттар-Прадеш. Є одним з найбільших університетів Азії.

## Департаменти та інститути
- Дін Даял Шодх Санстхан
- Департамент післядипломної освіти
- Педагогічний департамент
- Департамент англійської
- Департамент образотворчого мистецтва
- Департамент бібліотек та інформаційних технологій
- Магістратура соціальних робіт (MSW)
- Музичний департамент
- Департамент фізичного виховання
- Інститут управління бізнесом
- Інститут біології та біотехнологій
- Інститут журналістики й масових комунікацій
- Інститут наук про життя
- Фармацевтичний інститут
- Технологічний інститут
- Інститут наук про здоров'я
- Інститут готельного бізнесу

## Відомі випускники
- Рам Натх Ковінд — президент Індії
- Атал Біхарі Ваджпаї — прем'єр-міністр Індії
- Харш Вардхан — міністр охорони здоров'я та соціального забезпечення Індії